# Стучка, Пётр Иванович
Пётр Ива́нович (Петерис Янович) Сту́чка (латыш. Pēteris Stučka, 14 (26) июля 1865 — 25 января 1932) — писатель, юрист, политический деятель Латвии и Советского Союза. Один из организаторов КП Латвии, глава первого советского правительства Латвийской социалистической советской республики (17 декабря 1918 — 13 января 1920). Первый председатель Верховного Суда РСФСР (1923-1932).

## Биография
Родился 14 (26) июля 1865 года в Кокнесской волости, Рижского уезда Лифляндской губернии (ныне — Кокнесский край, Латвия) в семье зажиточных крестьян. Латыш.
Окончил Рижскую городскую гимназию (1883) и юридический факультет Санкт-Петербургского университета (1888). Один из виднейших деятелей латышского общественно-политического движения «Jaunā Strāva» («Новое течение»), в Петербурге совместно с Я. Плиекшансом (Райнисом) был главным редактором латышской социал-демократической газеты «Dienas Lapa».
С 1888 по 1897 состоял помощником присяжного поверенного. В 1897 году был арестован вместе со всей редакцией газеты. После 7-месячного ареста был сослан на 5 лет в Вятскую губернию.
С 1903 по 1906 гг. жил под надзором полиции в Витебске. В 1906 году вернулся в Ригу, где председательствовал на объединительном съезде Латышской с.-д. партии, которая получила название Социал-демократическая партия Латышского края и стала территориальной частью РСДРП.
С 1907 года жил в Петербурге. Сотрудничал в легальной и нелегальной социал-демократической печати. С 1915 обеспечивал связь руководства СДЛК с ЦК и ПК РСДРП. Один из руководителей латышского района Петроградской организации большевиков.
После Февральской революции был членом большевистской фракции исполкома Петроградского совета.
Участник Октябрьской революции. С 24 октября 1917 находился в Смольном, поддерживал связь с латышскими стрелками.
Председатель следственной комиссии Петроградского ВРК.
В марте 1918 — комиссар юстиции Петроградской трудовой коммуны. С 18 марта 1918 года — нарком юстиции РСФСР. Под руководством Стучки закладывались основы советского правосудия. Он был одним из авторов декрета о суде № 1. «Наш проект Декрета № 1 о суде, — вспоминал впоследствии Стучка, — встретил во Владимире Ильиче восторженного сторонника. Суть декрета заключалась в двух положениях: 1) разогнать старый суд и 2) отменить все старые законы». Декрет устанавливал два вида судов: народные суды (местные и окружные) и революционные трибуналы. Народные суды создавались как общегражданские, а ревтрибуналы — для наиболее важных дел, главным образом, о контрреволюционных преступлениях. Декрет упразднял институты судебных следователей, прокурорского надзора, присяжной и частной адвокатуры. Институт мировых судей «приостанавливался», но сами мировые судьи получали право превращаться в «местных», избираемых местными же Советами.
Дополнением к декрету о суде являлось подписанное Стучкой «Руководство для устройства революционных трибуналов». В нём содержалось принципиально важное положение о том, что «в своих решениях Революционные трибуналы свободны в выборе средств и мер борьбы с нарушителями революционного порядка».
В марте — августе 1918 Стучка — член коллегии, затем заместитель наркома иностранных дел.
С декабря 1918 по январь 1920 — председатель Советского правительства Латвии.
В 1919—1920 гг. — заместитель наркома юстиции. Одновременно в 1919—-1920 гг. — председатель особой межведомственной комиссии по борьбе со спекуляцией и связанных с ней должностных преступлений при ВЧК. С 1923 года председатель Верховного суда РСФСР.
В начале 1920-х гг. — один из активных участников кодификационных работ (в частности, принимал участие в разработке Гражданского кодекса РСФСР 1922 г.)
Главный редактор 1-й советской «Энциклопедии государства и права» (1925—1927).
Один из создателей и директор (с 1931) Института советского права (в настоящее время Московская государственная юридическая академия им. О.Е. Кутафина).
Кандидат в члены ЦК РКП(б) (1918—1919, 1920—1921), член ЦК РКП(б) (1919—1920).
Под конец жизни П. И. Стучка имел свое мнение практически по всем вопросам жизни, с чем связано его многократное цитирование в абсолютно разных отраслях.
Умер 25 января 1932 года в Москве. Был кремирован, прах помещён в урне в Кремлёвской стене на Красной площади в Москве.

## Вклад в социалистическую теорию
Латвийский учёный И. Х. Киртовский посвятил теоретическому творчеству П.Стучки свои основные научные труды. Кандидатская диссертация «Латышская прогрессивная экономическая мысль в 80-90 годы ХIХ столетия» была посвящена формированию марксистских взглядов П. Стучки и Я. Райниса и была опубликована в 1956 году как монография в издательстве Академии наук Латвии. Рецензент ВАКа квалифицировал работу как ревизионистскую, поскольку автор утверждал первенство Стучки, а не В. И. Ленина в развитии экономической теории марксизма. На защите Киртовский доказал: «Ленин не был известен в эти годы как автор марксистских работ, а редакторы латвийской газеты „Dienas Lapa“ уже в начале 90-х годов XIX века начали легальную пропаганду социалистических идей».
В своей докторской диссертации, «Латышская экономическая мысль в начале XX века», Киртовский обнаружил приоритет Стучки в разработке теории коллективизации сельского хозяйства, которую руководитель латышских социал-демократов обосновал в книге «Darbs un zeme», опубликованной за два года до появления статьи В. И. Ленина «О кооперации». П. Стучка дал развернутый план кооперирования мелкотоварного сельского хозяйства при социализме.

## Награды
- Орден Трудового Красного Знамени (июль 1930)

## Семья
Супруга Дора — младшая сестра народного поэта Латвии Райниса.

## Память

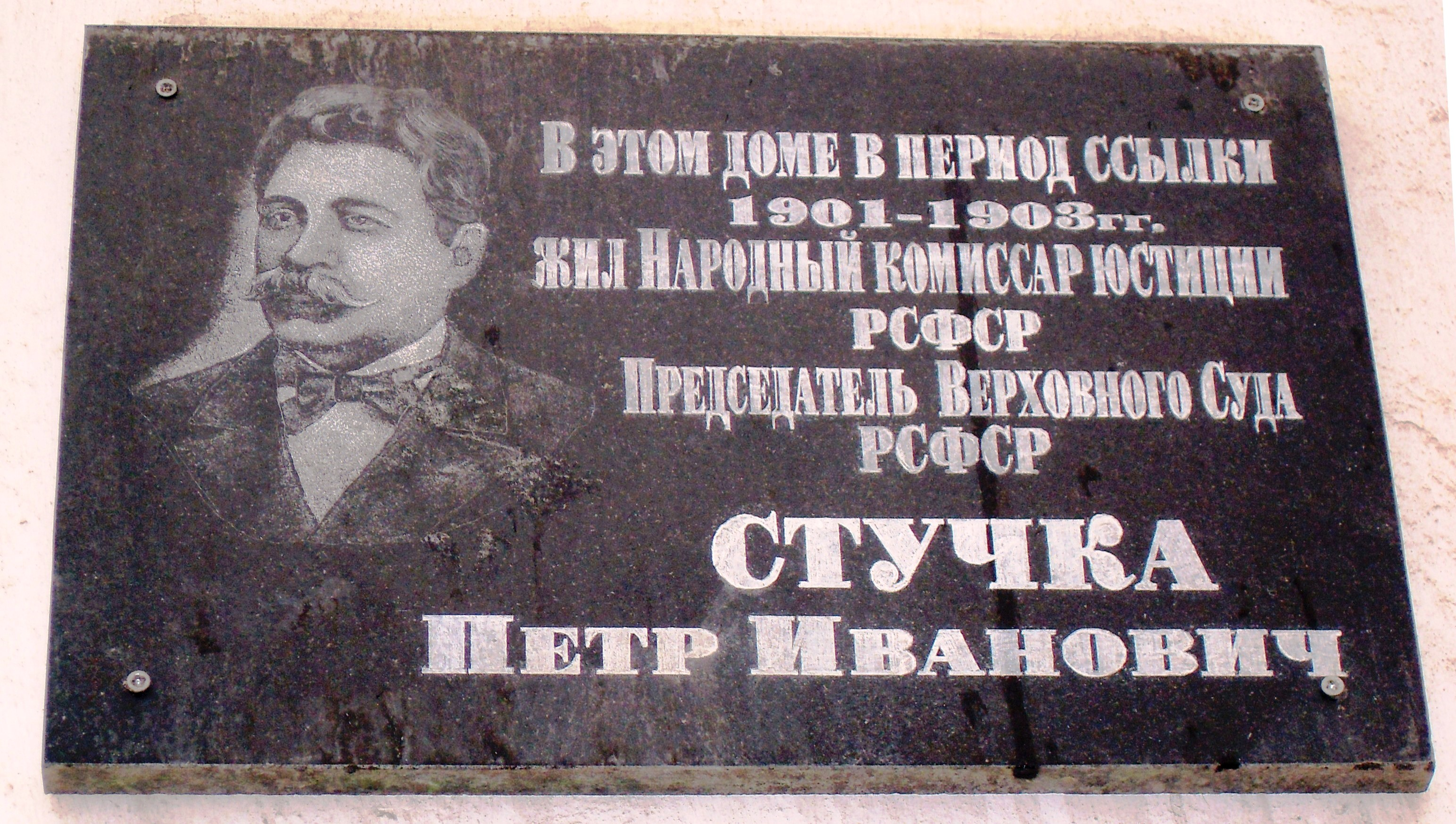
Мемориальная доска в г. Кирове

- В городе Кирове на доме № 75 по ул. Карла Маркса, где П. Стучка жил в период ссылки 1901—1903 годов, установлена мемориальная доска.
- Имя П. Стучки в 1958—1990 носил Латвийский государственный университет.
- В 1967—1991 имя Стучки носил город Айзкраукле в Латвии.
- В 1955 имя П. Стучки было присвоено улице в центре Риги. С 1990 это улица Тербатас.
- В г. Слободском Кировской области в честь Петра Стучки названа улица.